# Робешти (Валча)
Робешти (рум. Robești) насеље је у Румунији у округу Валча у општини Каинени. Oпштина се налази на надморској висини од 330 m.

## Становништво
Према подацима из 2002. године у насељу је живело 217 становника, од којих су сви румунске националности.